# Soembapapegaaiduif
De soembapapegaaiduif (Treron teysmannii) is een vogel uit de familie Columbidae (duiven). De vogel werd in 1874 door Johannes Elias Teijsmann verzameld en in 1879 door Hermann Schlegel beschreven en nadrukkelijk vernoemd naar Teijsmann die wordt geprezen om zijn bijdragen aan de wetenschap. Het is een voor uitsterven gevoelige endemische soort op de Kleine Soenda-eilanden, een eilandengroep in Indonesië.

## Kenmerken
De vogel is 28 cm lang. Het is een typische papegaaiduif die weinig verschilt van andere papegaaiduiven in de Indische Archipel. De duif is overwegend zacht grijsgroen en wat helderder groen op de kop en op de stuit en de bovenstaartdekveren. De vleugelveren zijn donker, met vrij brede gele randen. Het mannetje heeft paarse tot bijna kastanjebruine veren op de rug.

## Verspreiding en leefgebied
Deze soort is komt alleen voor op het eiland Soemba (Kleine Soenda-eilanden). Het leefgebied bestaat uit bos, ook zwaar aangetast bos, mits daar nog wat hoge bomen zijn overgebleven.

## Status
De soembapapegaaiduif heeft een beperkt verspreidingsgebied en daardoor is de kans op uitsterven aanwezig. De grootte van de populatie werd in 2022 door BirdLife International geschat op 10.000 tot 15.000 individuen en de populatie-aantallen nemen af door habitatverlies. Het leefgebied wordt aangetast door ontbossing waarbij natuurlijk bos wordt omgezet in gebied voor agrarisch gebruik. Om deze redenen staat deze soort als gevoelig op de Rode Lijst van de IUCN.